# Лаффорг, Лоран
Лора́н Лаффо́рг (фр. Laurent Lafforgue, род. 6 ноября 1966, Антони) — французский математик. В 2002 году за доказательство гипотезы о соответствии Ленглендса для общей линейной группы над полем функций был удостоен Филдсовской премии (вторым лауреатом был В. А. Воеводский). Брат Венсана Лаффорга.
Участвовал в Международных математических олимпиадах 1984 и 1985 годов и выиграл серебряные медали. В 1986 году поступил в Высшую нормальную школу в Париже, с 1990 года работал в университете Париж-юг XI и CNRS. В 1994 году под руководством Жерара Ломона защитил диссертацию на степень Ph.D. В 2000 году Лаффорг был назначен директором исследований в CNRS и постоянным профессором Института высших научных исследований (IHES), также в этом году он был награждён Премией Математического института Клэя.

## Другая деятельность
Лоран Лаффорг был приглашён в одну из французских комиссий, разрабатывавших реформу системы образования. Вскоре он со скандалом покинул её, раскритиковав французскую систему школьного образования.

## Избранные работы
- Lafforgue, L. Chtoucas de Drinfeld et applications (фр.) // Proceedings of the International Congress of Mathematicians. — 1998. — Vol. II. — P. 563—570.
- Lafforgue, L. Chtoucas de Drinfeld et correspondance de Langlands (фр.) // Springer (Inventiones mathematicae). — 2002. — Vol. 147, no 1. — P. 1—241.
- Lafforgue, L. Chtoucas de Drinfeld, formule des traces d'Arthur-Selberg et correspondance de Langlands (фр.) // Proceedings of the International Congress of Mathematicians. — 2002. — Vol. I. — P. 383—400. Архивировано 31 декабря 2013 года.
- Lafforgue, L. Chirurgie Des Grassmanniennes. — American Mathematical Society, 2003. — 170 p. — ISBN 0821833588.